# Городоцька операція
Городоцька операція (також Невельсько-Городоцька операція) відбувалася з 13 по 31 грудня 1943 року (у певних мемуарах — по 5 січня 1944 року) в часі наступу правого крила Першого Прибалтійського фронту (командував генерал Іван Баграмян) біля міста Городок Вітебської області.

## Передуючі обставини та задум операції
Перед Городком нацистські військові звели 4 оборонні лінії з урахуванням пересіченої місцевості, заболочених річок, озер та пануючих висот, дані були отримані радянськими розвідниками та партизанами. Обороною Вітебська керував генерал Фрідріх Голльвіцер.
Радянське військове керівництво планувало зустрічними ударами 4-ї ударної та 11-ї гвардійської армій у напрямі станції Бичиха розбити Городоцьке нацистське угрупування та ліквідувати так званий Городокський виступ, котрий утворився на завершальному етапі Невельської операції 1943 року, зайняти Городок та продовжити наступ в напрямі Вітебська. Городоцький виступ обороняли 8 нацистських піхотних та авіапольових дивізій, 1 танкова дивізія та окремі частини 3-ї танкової армії.
11-та гвардійська армія мала завдання прорвати німецьку оборону по лінії Пуляхи — Кисельовка південніше Невеля на рубежі Буліни — Критська, форсувати річку Дубровка та, розвиваючи наступ, зімкнутися із підрозділами 4-ї ударної армії біля станції Бичиха, таким чином оточивши сили противника.
1-й танковий корпус знаходився на позиціях за 25 кілометрів на південних схід від Невеля — Далін — Дубровка — Болотниця.
Розробку операції здійснювали командуючий фронтом генерал Баграмян, член Військової ради генерал Д. С. Леонов, начальник штабу генерал В. В. Курасов та командуючий артилерією генерал М. М. Хлебніков.

## Протидіючі сили, що брали участь в операції
СРСР
- 1-й танковий корпус (генерал Василь Бутков)
- частини 3-ї повітряної армії (генерал Микола Папівін)
- 3-й гвардійський кавалерійський корпус (генерал Микола Осликовський)
- підрозділи 4-ї ударної армії (генерал Василь Швецов)
- 5-й танковий корпус (генерал Михайло Сахно)
- 11-та гвардійська армія (генерал Кузьма Галицький)
- підрозділи 43-ї армії (генерал Костянтин Голубєв)
- 3-тя повітряна армія (генерал Парівін М. П.)

Третій Рейх
- 3-тя танкова армія (генерал Георг-Ганс Райнхардт) групи армій «Центр»
- підрозділи південного крила 16-ї армії (генерал Пауль Лаукс) групи армій «Північ»
- додатково перекинуті 2 піхотні дивізії з-під Ленінграда, 5 піхотних та 1 танкова дивізія з південного крила групи армій «Центр»

## Перебіг боїв
13 грудня 1943 року о 7-й ранку 27 танків Т-34 159-ї танкової бригади, посилені 85-мм протитанковими гарматами та зенітною батареєю, разом з частинами 84-ї стрілецької дивізії займає вихідні позиції для атаки біля Жуково, за ними в Авдєйково зайняла позиції 44-та мотострілецька бригада, поруч знаходився 21 Т-34 117-ї танкової бригади; проти них тримала оборону німецька 129-та дивізія. Близько 9-ї ранку починається артилерійська підготовка, радянські сапери починають наведення переправ, по них відкривають вогонь замасковані німецькі вогневі точки, при цьому понтонери втратили вбитими та пораненими 120 чоловік. ближче до ночі танкісти займають село Пильки та перетнули шосе Невель — Вітебськ.
4-та ударна та 11-та гвардійська армії за підтримки артилерії і танків долають нацистську лінію оборони. Впертий опір чинився на смузі наступу 11-ї армії, де здійснювався головний удар; найглибше прогнути німецьку оборону змогла 84-та гвардійська стрілецька дивізія (командував генерал Георгій Петерс). 2-й гвардійський корпус подолав нацистську оборону по лінії сіл Мала Дворня — Шитики; лівофлангова 381-ша стрілецька дивізія (полковник І. І. Серебряков) просувається уздовж озера Берново, однак наштовхнулися на затятий опір біля сіл Березники та Крепіна. Іще менше змогла просунутися 90-та гвардійська стрілецька дивізія (полковник Василь Власов) — за допомогою 70-ї танкової бригади прогнула нацистську оборону на 1,5-2 кілометри.
14 грудня на правому фланзі наступу 11-ї армії вводиться до бою 1-й танковий корпус та 83-тя гвардійська стрілецька дивізія. 159-та танкова бригада з боєм просунулася до села Сучки, де зі сторони Подгрудників було підбито 5 танків. 11-та гвардійська армія не змогла досягти великих успіхів — за ніч противник підтягнув резерви на зону її наступу, 83-тя дивізія змогла вклинитися в німецьку оборону за добу разом з танкістами до 4 кілометрів, правофлангова 47-ма стрілецька дивізія (полковник Віктор Чернов) змогла прорватися північніше озера Чернова та вийшти на дальні підступи до залізниці Невель — Вітебськ.
15 грудня передові частини 117-ї танкової бригади рушають на Лопаухи, було знищено близько 50 військових противника, 4 дзоти, 2 гармати, 6 мінометів, 8 кулеметів; до вечора 16 грудня танкісти з боєм займають село Дрожаки. 47-ма дивізія змогла перетнути залізницю Невель — Вітебськ на 4-кілометровому відтинку — від роз'їзду Росляки до висоти 229,7 м.
В ході боїв 14 — 16 грудня радянські танкові бригади біля Пильків ліквідували близько 200 вояків, 1 танк, 1 САУ «Фердинанд», 7 дзотів, 7 польових гармат, 5 станкових кулеметів.
У ніч на 16 грудня німецькі частини починають відхід, намагаючись уникнути оточення. Опівдні 16 грудня 1-й танковий корпус виходить до околиць станції Бичиха, де з'єднується із 5-м танковим корпусом — танкові роти Антонова та Рудика біля села Мєховоє; оточені нацистські сили, що прямували на станцію Бичиха. В боях за станцію підбито не менше 1 радянського танка, втрати у нацистів — 3 танки, 5 протитанкових гармат, 8 автомашин. Єзерищенське німецьке угрупування оточене, до 18 грудня було розбито оточені 2 дивізії, частини моторизованої дивізії та 3-х артилерійських полкеів.
17 грудня до бою вводиться 89-та танкова бригада (полковник Костянтин Банников).
В часі боїв з 13 по 17 грудня 735-й стрілецький полк (підполковника Миколи Забродіна) 166-ї стрілецької дивізії (полковник Онисим Светляков) біля села Кузьміно відбив ряд німецьких атак, у ході яких було вбито до 700 та поранено 1500 вояків противника, 230 здалося в полон, знищено 15 танків, 40 автомобілів.
18 грудня 2-й гвардійський корпус здійснює кидок на південь від озера Кошо — до сіл Бігуни, Старі Войхани, Сухоруково.
Війська 4-ї ударної армії виходять до населеного пункту Сиротіно та рухаються в напрямі залізничної станції Шуміліно.
19 грудня 360-та стрілецька дивізія (полковник Іван Чиннов) 4-ї ударної армії у співдії із 159-ю танковою бригадою (того дня командир бригади полковник Семен Хайдуков помер від поранень, командує підполковник Федір Семибратов) Першого Прибалтійського фронту займає районний центр Єзерище, іншими підрозілами звільнені Букатіно, Вировля, Вишедки, Лужки, Медведі, Оболь, Телешово, залізничні станції Єзерище, Грибачі.
До 20 грудня було звільнено понад 500 населених пунктів; ударне угрупування 11-ї армії поновлює наступ, в напрямі на Вітебськ цього дня зайнято Загоряне, Кожемяки, Полуяново.
20 грудня під Городком німецькі сили здійснюють атаку 20-ма танками, перефарбованими в радянські із червоними зірками, 24-й гвардійський артилерійський полк підбив 12 з них, противником знищено 10 полкових гармат.
Протягом боїв 20-21 грудня частини 11-ї армії змогли просунутися вглиб зайнятої противником території на лівому фланзі та у центрі до 35 кілометрів, прорвавши 2 оборонні рубежі, на правому фланзі просування склало 15 км. Однак головного завдання — зайняття Городка — досягти не вдалося, містечко до 24 грудня кілька разів переходило з рук в руки.
23 грудня близько 11-ї години починається артилерійська підготовка по напрямах, котрі напередодні були визначені розвідкою боєм. Після годинного обстрілу частини 11-ї та 43-ї армій в бою долають німецьку третю лінію оборони спочатку частково, потім — по всій ділянці фронту.
24 грудня близько 2-ї години по півночі дається сигнал до наступу 26-й та 83-й гвардійській дивізіям, котрі діяли з заходу, та 11-й гвардійській — зі сходу. Підрозділи 11-ї гвардійської армії з боями зайняли місто Городок — першими підійшли 159-та танкова бригада та 1-ша гвардійська Московська стрілецька дивізія (генерал Микола Кропотін), 16-та Литовська стрілецька дивізія (генерал Владас Карвяліс) перетнула залізницю Вітебськ — Полоцьк, наступаючи від озера Чорне до озера Мал-Кош та зайняла село Ковальці. В час найбільшого напруження до бою вводиться 5-та гвардійська дивізія (генерал Микола Солдатов), долає річку по льоду, проникнення до міста здійснено з півночі; того дня оточені й в подальшому розбиті 4 німецькі піхотні дивізії.
Частини 2-го гвардійського стрілецького корпусу (генерал Опанас Бєлобородов) в боях під Бичихою захопили 750 полонених, 98 мінометів, 80 гармат, 32 танки, 8 САУ, над 650 кулеметів.
До 31 грудня радянські війська в боях виходять до наперед підготованого противником оборонного рубежу північно-західніше Вітебська, де переходять до оборони; того дня було відбито декілька німецьких танкових атак на річці Заронок.

## Результати
В ході операції радянські війська просунулися вглиб німецької оборони до 60 кілометрів, по фронту — до 170 км; перетнуто залізницю Полоцьк — Вітебськ, розбито нацистські 6 піхотних та 1 танкову дивізії, ліквідовано Городоцький виступ, цим самим створено сприятливі умови для наступу в районі Вітебська. В боях Городоцької операції були розбиті німецькі 87-ма, 129-та та 211-та піхотні дивізії, значних втрат зазнала 20-та танкова.
Загалом в часі проведення операції було зайнято 1220 населених пунктів, вбито близько 65000 військовиків противника, полонено 3300.
Середньодобові втрати радянських сил за день проведення операції вбитими та пораненими складали 1441 чоловік.

## Вшанування
24 грудня 1943 року військам, що брали участь у Городоцькій операції оголошується подяка, в Москві здійснено салют 12 артилерійськими залпами із 124 гармат.
Звання Героя СРСР вдостоєні:
- Іван Антонов, капітан, командир танкової роти (посмертно, загинув 16 грудня біля села Бики,
- підполковник Забродін Микола Федорович,
- старший сержант, розвідник Іван Крючков,
- лейтенант, кавалерист Яків Неумоєв,
- Микола Рудик (посмертно, загинув 16 грудня біля села Бичиха), старший лейтенант, танкіст,
- бронебійник Анатолій Угловський (посмертно, загинув 20 грудня біля села Холудноє (Хлудниє)),
- лейтенант, командир танкового взводу Віктор Шашков.

Дванадцяти частинам та з'єднанням присвоєні почесні звання Городоцьких:
- 2-га гвардійська мінометна дивізія (полковник Іван Апрелкін)
- 5-та гвардійська стрілецька дивізія (генерал Микола Солдатов)
- 11-та гвардійська стрілецька дивізія (генерал Олександр Максимов)
- 26-та гвардійська мотострілецька дивізія (генерал Микола Корженевський)
- 83-тя гвардійська стрілецька дивізія (генерал Яків Воробйов)
- 10-та гвардійська танкова бригада (полковник Андрій Бурлига)
- 17-та винищувально-протитанкова артилерійська бригада (полковник Нелепа В. П.)
- 259-та авіаційна винищувальна дивізія (полковник Курбатов Яків Архипович|Яків Курбатов)
- 488-й гарматний артилерійський полк (полковник Штульберг М. Я.)
- 523-й корпусний артилерійський полк (полковник Торопов П. Е.)
- 545-й мінометний полк (полковник Смирнов А. П.)
- 6-й гвардійський моторизований інженерний батальйон (майор Євграфов А. І.)

В Городку встановлено пам'ятник танкістам-учасникам звільнення міста.
1972 року в Городку на перетині вулиць Карла Маркса та Пролетарської встановлено пам'ятник Звільнення.
1983 року в місті встановлено пам'ятник на вулиці Баграмяна на честь вояків 2-ї гвардійської Городоксько-Берлінської мінометної дивізії.
На військовому цвинтарі зведено меморіальний комплекс — поховано 1345 чоловік.